# 乾溝子 (台中市)
乾溝子，原寫為乾溝仔，是臺灣臺中市北區的一個傳統地域名稱，位於該區西部。相較於今日行政區，其範圍大致包括立人里西南端、長青里西大半部、明新里西部北段及西南端、明德里、健行里西大半部、淡溝里，以及西區的民龍里西北端。

## 歷史
台灣清治末期至日治初期，乾溝子地區為一街庄，稱為「乾溝仔庄」，隸屬於捒東下堡。該庄北邊一小段與水湳庄為鄰，東北及東與賴厝廍庄為鄰，南邊為後壠仔庄，西邊為蔴園頭庄、何厝庄。
1901年（日治明治三十四年）11月，全台廢縣廳改設二十廳，該庄隸屬於臺中廳。1903年（明治三十六年）6月，該庄編入「二份埔區」，隸屬於臺中廳。1909年（明治四十二年）10月，合併二十廳為十二廳，該庄改編入「三十張犁區」，仍隸屬於臺中廳。1920年（大正九年），全台地方制度大改正，廢十二廳改設五州二廳，該庄改制並雅化為「乾溝子」大字，隸屬於臺中州大屯郡北屯庄。1941年9月，乾溝子、賴厝廍、邱厝子、大字北屯之一部（宮北）併入州轄臺中市。
戰後本地區劃入北區，隸屬於臺灣省轄臺中市，大字亦改制為里。2010年12月，臺中縣市合併為直轄臺中市，北區隸屬不變。

## 聚落
本地區發展較早的聚落為乾溝仔，在日治期初期的官方地圖上已有記載。

## 交通
省道台1乙線（中清路二段）是大雅至大肚區王田的幹道，大致以北北西—南南東走向經過乾溝子地區東北部邊界外不遠處。由該道路向北北西可前往西屯東北部、大雅並止於省道台10線路口，向南南東可前往台中市西區、南區、烏日並止於國道1號王田交流道南側的省道台1線路口。
省道台12線（台灣大道二段）是梧棲港至台鐵台中車站的平面幹道，大致以西北—東南經過本地區西南端。由該道路向西北可前往西屯、省道台74線交流道、國道1號臺中交流道、龍井東北端、沙鹿、梧棲並止於省道台17線路口，向東南可前往台中市區並止於台鐵台中車站前。

## 學校
- 中華國小
- 乾溝子福德祠

## 文化機構
- 國立自然科學博物館（東北大部分）